# Свічинський район
Сві́чинський район (рос. Свечинский район) — район у складі Кіровської області Російської Федерації. Адміністративний центр — селище міського типу Свіча.

## Історія
Район був утворений 10 червня 1929 року у складі Котельницького округу Нижньогородського краю. 1934 року район увійшов до складу Кіровського краю, 1936 року увійшов до складу Кіровської області.
7 грудня 2004 року, в рамках муніципальної реформи, у складі району були утворені 1 міське та 7 сільських поселень. 2007 року Рибаковське сільське поселення було приєднане до Свічинського сільського поселення, 2010 року — Свічинське сільське поселення було приєднане до Свічинського міського поселення, а Благовіщенське, Круглизьке, Октябрське, Шмельовське та Юмське сільські поселення об'єднані у нове Свічинське сільське поселення.

## Населення
Населення району складає 7297 осіб (2017; 7426 у 2016, 7578 у 2015, 7768 у 2014, 7973 у 2013, 8190 у 2012, 8472 у 2011, 8517 у 2010, 8896 у 2009, 10229 у 2002, 12264 у 1989, 12969 у 1979, 14673 у 1970).

## Адміністративний поділ
Станом на 2010 рік район адміністративно поділявся на 1 міське та 1 сільське поселення, до його складу входило 71 населений пункт, з яких 23 не мали постійного населення, але ще не були зняті з обліку:
| Поселення                     | Площа, км² | Населення, осіб (2002) | Населення, осіб (2010) | Населення, осіб (2017) | Центр     | Населені пункти |
| ----------------------------- | ---------- | ---------------------- | ---------------------- | ---------------------- | --------- | --------------- |
| Свічинське міське поселення   |            | 6861                   | 6295                   | 5560                   | смт Свіча | 22              |
| Свічинське сільське поселення |            | 3368                   | 2222                   | 1737                   | село Юма  | 49              |

## Найбільші населені пункти
| №  | Населений пункт | Населення, осіб (2002) | Населення, осіб (2010) |
| -- | --------------- | ---------------------- | ---------------------- |
| 1  | Свіча           | 5127                   | 4760                   |
| 2  | Самоулки        | 600                    | 583                    |
| 3  | Юма             | 601                    | 564                    |
| 4  | Круглижі        | 627                    | 464                    |
| 5  | Шмельово        | 407                    | 309                    |
| 6  | Єрьоменки       | 170                    | 193                    |
| 7  | Мар'їни         | 170                    | 186                    |
| 8  | Октябрське      | 266                    | 176                    |
| 9  | Ацвеж           | 280                    | 145                    |
| 10 | Глушки          | 141                    | 144                    |